# Barkåker
Barkåker ist eine Ortschaft in der norwegischen Kommune Tønsberg in der Provinz (Fylke) Vestfold. Der Ort hat 1828 Einwohner (Stand: 1. Januar 2024).

## Geografie
Barkåker ist ein sogenannter Tettsted, also eine Ansiedlung, die für statistische Zwecke als eine städtische Siedlung gewertet wird. Der Ort liegt etwa sieben Kilometer nördlich der Stadt Tønsberg, die der Verwaltungssitz der gleichnamigen Kommune ist. Wenige Kilometer östlich befindet sich das Westufer des Oslofjords.

## Wirtschaft und Infrastruktur
Westlich von Barkåker verläuft die Europastraße 18 (E18). Diese stellt unter anderem die Anbindung in den weiter nordöstlich gelegenen Großraum Oslo her. In Richtung Südwesten führt die E18 unter anderem nach Sandefjord und Larvik. Der Ort liegt an der Eisenbahnstrecke Vestfoldbanen, jedoch ist der Haltepunkt stillgelegt.
In Barkåker sind mehrere Industriebetriebe ansässig. Im Jahr 1844 wurde die Glockengießerei Olsen Nauen Klokkestøperi gegründet.

## Bildung
Barkåker hat eine eigene Grundschule mit rund 200 Schülern (Stand: 2025).

## Name
Der Ortsname geht vermutlich auf das altnordische Wort bǫrkr (deutsch „Borke“) und åker (deutsch „Acker“) zurück.